# Panaderos
Els panaderos són una dansa d'origen andalús, variant de l'escola bolera. Considerats una dansa d'escola bolera, tenen el seu origen en els balls de jaleos i s'interpreten amb sabates de taló i castanyoles.